# Uphusen
Uphusen is een dorp in Oost-Friesland in de Duitse deelstaat Nedersaksen. Het dorp is tegenwoordig deel van de stad Emden.
Uphusen is oorspronkelijk een warftdorp. De huidige warft, met daarop de kerk is ontstaan uit drie kleinere terpen. De huidige kerk stamt uit de vijftiende eeuw. Deze verving een eerdere kerk uit de dertiende eeuw die zou zijn afgebroken en in Veenhusen opnieuw zou zijn opgebouwd.